# Suzie Cracks the Whip
Suzie Cracks the Whip è l'undicesimo album in studio del gruppo musicale statunitense Blues Traveler, pubblicato il 26 giugno 2012.
L'album ha debuttato alla posizione numero 91 della Billboard 200, la posizione più alta della band nella classifica dal 2001.

## Tracce
1. You Don't Have to Love Me – 3:43 (Aaron Beavers)
2. Recognize My Friend – 3:48 (John Popper, Brendan Hill, Ron Sexsmith)
3. Devil in the Details – 3:55 (Popper, Chan Kinchla, Sexsmith)
4. All Things Are Possible – 3:34 (Popper, C. Kinchla)
5. Things Are Looking Up – 4:24 (Popper, Tad Kinchla, Sexsmith)
6. Love Is Everything (That I Describe) – 2:21 (Popper, Sexsmith)
7. I Don't Wanna Go – 3:51 (Popper, Carrie Rodriguez)
8. Nobody Fall in Love With Me – 3:10 (Popper)
9. Cover Me – 3:27 (Ben Wilson)
10. Saving Grace – 3:42 (Chris Barron)
11. Big City Girls – 3:27 (Popper, T. Kinchla, Wilson, Beavers)
12. Cara Let the Moon – 3:26 (Popper)